# Helsingborgs BIS
Helsingborgs BIS, Helsingborgs Boll- och idrottssällskap (emellanåt förkortad Helsingborgs BoIS), var en idrottsförening från Helsingborg i Skåne. Föreningen bildades 1923 som BK Svea, namnändrades 1924 till IF Sirius och 1931 till Helsingborgs BIS. HBIS upplöstes 1991 då den sammanslogs med BK Drott och Helsingborgs Södra BK till Helsingborgs Södra BIS.
Föreningen är en av de mest framgångsrika föreningarna i Helsingborg bakom HIF med tre säsonger i den tredje högsta divisionen, gamla division III (motsvarande nutidens division I). Laget spelade i division III 1948/1949-1949/1950 samt 1956/1957. Laget spelade därtill i division III när serien utgjorde den fjärde högsta divisionen 1987-1990. Lagets sista säsong, 1991, spelade föreningen i division IV, där man slutade tvåa bakom Stattena.

## Se vidare
- Helsingborgs Södra BIS (efterföljarförening)